# Елайджа Манангої
Елайджа Мотонеї Манангої (англ. Elijah Motonei Manangoi; нар. 5 січня 1993) — кенійський легкоатлет, який спеціалізується в бігу на середні дистанції.

## Спортивні досягнення
Учасник Олімпіади-2016 у бігу на 1500 метрів (не пройшов далі півфінального забігу).
Чемпіон світу з бігу на 1500 метрів (2017). Срібний призер чемпіонату світу з бігу на 1500 метрів (2015).
Бронзовий призер чемпіонату світу з кросу в змішаній естафеті (2019).
Переможець Континентального кубка з бігу на 1500 метрів (2018).
Чемпіон Ігор Співдружності з бігу на 1500 метрів (2018).
Чемпіон Кенії з бігу на 1500 метрів (2015, 2019).